# CLCC1
CLCC1‏ (Chloride channel CLIC like 1) هوَ بروتين يُشَفر بواسطة جين CLCC1 في الإنسان.